# Bubnoff-Einheit
Die Bubnoff-Einheit ist eine bisweilen verwendete Maßeinheit für die (sehr geringe) „Geschwindigkeit“ geologischer Vorgänge. Sie ist nach dem deutsch-russischen Geotektoniker Serge von Bubnoff benannt und wird mit „B“ abgekürzt. Eine Bubnoff-Einheit entspricht einem Millimeter pro 1000 Jahre oder einem Meter pro Jahrmillion.

## Beispielswerte
- Sedimentationsrate von rotem Tiefseeton: 10 B
- Sedimentationsrate von Flachwasserkalken: ca. 100 B
- Absinkgeschwindigkeit von Kratonen: ca. 30 B, von Geosynklinalen bis 250 B
- Gebirgsaufstieg: bis 10.000 B
- eustatische Meeresspiegelschwankungen: bis 30.000 B
- Verwerfungen an Plattengrenzen: bis 50.000 B